# Coniocompsa fimbriata
Coniocompsa fimbriata är en insektsart som beskrevs av Bo Tjeder 1957. Coniocompsa fimbriata ingår i släktet Coniocompsa och familjen vaxsländor. Inga underarter finns listade i Catalogue of Life.